# Матаморос
Матаморос (на испански: Matamoros) е град в северната част на щат Тамаулипас, Мексико.
Градът е разположен до река Рио Гранде, на границата с щат Тексас, САЩ. Населението на града наброява 449 815 жители (по данни от 2010 г.).
Кмет от 2005 г. е Балтасар Инохоса Очоа.